# Refuge du Col du Palet
Il refuge du Col du Palet (2.600 m s.l.m.) è un rifugio alpino delle Alpi della Vanoise e del Grand Arc situato nel comune di Peisey-Nancroix.
Si trova nel parco nazionale della Vanoise ed appena sotto il  Col du Palet (2.652 m).

## Accesso
Si può salire al rifugio partendo da Tignes oppure da Peisey-Nancroix.

## Ascensioni
- Pointe de la Vallaisonnay - 3.020 m

## Traversate
- Refuge du Mont Pourri - 2.373 m